# Сулу (архипелаг)
Сулу (на малайски: كڤولاوان سولو, на филипински: Kapuluan ng Sulu) са група острови в южната част на Филипинския архипелаг, разположени между море Сулу на север и море Сулавеси на юг, територия на Филипините. Площта им е 4068 km². Простират се на 335 km от остров Калимантан на югозапад до полуостров Замбоанга на остров Минданао на североизток. Образуват 2 успоредни вериги, съставени от 13 островни групи (Сибуту, Тавитави, Тапул, Пангутаран, Самалес, Пилас и др.), включващи около 400 острова и рифове, най-големи от които са Басилан (1234 km²), Холо (869 km²) и Тавитави (580 km²). Населението към 2020 г. е около 2 000 000 души. Големите острови са изградени главно от кристалинни скали с максимална височина 790 m (действащ вулкан на остров Холо), а малките са с предимно коралов произход. Климатът е влажен, екваториален с годишна сума на валежите 2000 – 3200 mm. Покрити са с вечнозелени тропични гори. Основни селскостопански култури са: ориз, царевица, кокосова палма. Развива се местен риболов и добив на бисерни миди. Главни селища са градовете Басилан и Холо на едноименните острови и Балимбинг на остров Тавитави.